# Ганнібал Гіскон
Ганнібал Гіскон (фінік. 𐤇‬𐤍𐤁‬𐤏‬𐤋 𐤁𐤍 𐤂‬𐤓𐤎𐤊‬𐤍‬‬; бл.295 до н. е. — 258 до н. е.) — військовий діяч Карфагену у війнах з Сіракузами і Римом.

## Життєпис
Народився між 300 та 295 роками до н. е. Ймовірно брав участь у війні проти Пірра, царя Епіру, під час вторгнення на Сицилію у 270-х роках. Можливо був одним з очільників оборони Лілібею.
Вже у 269 році до н. е. очолював карфагенський флот біля Ліпарських островів. Втрутився у конфлікт між мамертинцями та Гієроном II, тираном Сиракуз. Настояв, щоб у Мессані було розміщено карфагенський гарнізон. Гієрон не бажав нової війни з Карфагеном, тому і погодився на цю вимогу. Втім мамертинці звернулися по допомогу до Риму. Останній відправив 2 легіони, поклавши тим самим початок Першої пунічної війни. Ганнібал з невідомих причин не завадив висадці римлян на острові.
У 262 році до н. е. вже діяв на суходолі, зокрема очолював оборону Агрігента, одно з ключових міст для збереження карфагенського панування. Незважаючи на спротив Ганнібала місто впало. Він сам втік до Карфагену.
260 року до н. е. очолив флот, який повинен був перервати постачання римлян. Діяв в Мессенській протоці. У битві біля Ліпарських островів переміг римський флот, захопивши консула Гнея Корнелія Сципіона. Втім того ж року у битві при Мілах Ганнібал зазнав цілковитої поразки від римлян під орудою Гая Дуілія.
У 258 році до н. е. очолив флот, який повинен був охороняти узбережжя Сардинії. Але у південній її частині зазнав поразки від Гая Сульпіція Патеркула. Після цього за різними відомості власні вояки або за рішенням ардіри Ганнібала Гіскона було страчено.